# Pierre-Charles Le Mettay
Pierre-Charles Le Mettay (n. iulie 1726, Fécamp, Haute-Normandie, Franța – d. 29 martie 1759, Paris, Regatul Franței) a fost un pictor francez, care a realizat mai ales scene mitologice, și designer. Numele său de familie are mai multe variante ortografice, iar prenumele său este uneori dat ca Pierre-Joseph.

## Biografie
A fost fiul unui orfevrier. Mama sa a murit la cinci zile după botezul său. Când a ajuns la vârsta majoratului, a fost ucenic la un inginer din Sercus, dar curând și-a dat seama că nu învăța abilitățile care să corepsundă aspirațiilor sale. La vârsta de abia șaisprezece ani, a reușit să găsească un post în studiourile lui François Boucher. În cinci ani, a fost gata să concureze cu alți artiști la Académie royale de peinture et de sculpture⁠(d) și a primit Prix de Rome pentru pictură în 1747.
Când a ajuns la Academia Franceză din Roma, și-a petrecut o mare parte din timp realizând pictură religioasă, în loc să urmeze programa școlii. Cu toate acestea, în 1751, noul director, Charles-Joseph Natoire⁠(d), l-a ales ca unul dintre cei patru studenți care aveau să realizeze picturi pentru Direcția Generală din Napoli, în ciuda opoziției marchizului de Marigny⁠(d), care credea că Mettay nu are talent și își ignorase prea mult studiile. A plecat la Napoli în 1753, urmat de o călătorie prin principalele porturi adriatice. A rămas la Torino suficient de mult timp pentru a fi prezentat la curte și pentru a primi mai multe comisioane. În 1756, s-a întors la Paris.
Cu ajutorul lui Boucher, a creat picturi din schițe ale Greciei, realizate de arhitectul Julien-David Le Roy⁠(d) cu ocazia recentei sale vizite în această țară, apoi a făcut același lucru pentru un set de gravuri de Jacques-Philippe Le Bas⁠(d), care au fost publicate în două broșuri. Pe baza acestor lucrări, s-a prezentat pentru a deveni membru al Academiei Regale și a fost acceptat drept candidat în 1757. La scurt timp după aceea, a început să expună la Salon și a primit mari laude din partea Mercure de France.

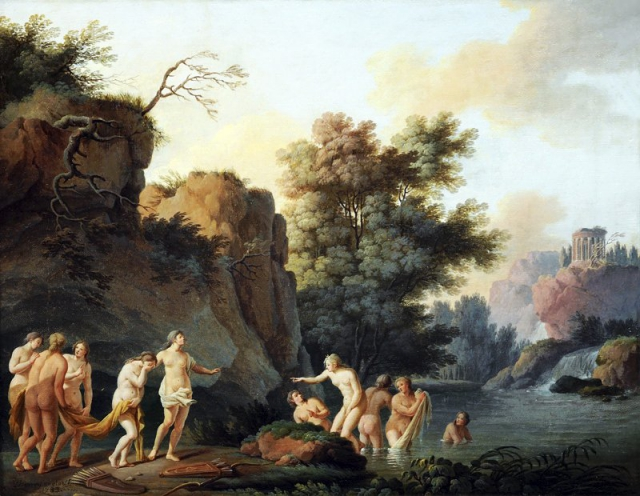
Îmbăierea lui Venus

A devenit membru cu drepturi depline al academiei în 1759, dar a murit douăzeci și șase de zile mai târziu. Sănătatea lui fusese întotdeauna fragilă și este posibil să fi cedat din cauza suprasolicitării.
Multe dintre lucrările sale au fost distribuite pe scară largă după ce au fost transformate în gravuri de Jean-Charles Le Vasseur⁠(d), Louis-Simon Lempereur și Adrian Zingg⁠(d). Cele mai multe dintre desenele pe care le-a realizat în Italia au fost vândute familiei Ribard, o familie de negustori foarte cunoscută din Rouen. Unele au ajuns în cele din urmă în posesia lui Jean-Baptiste Descamps⁠(d), fondatorul „École de dessin de Rouen”.